# Ikosaedrit
Ikosaedrit (englisch Icosahedrite) ist ein extrem seltenes Mineral aus der Mineralklasse der Elemente, genauer der Metalle, intermetallischen Verbindungen und Legierungen. Das Mineral besitzt die empirische Zusammensetzung Al63Cu24Fe13. Ikosaedrit ist das erste bekannte Mineral, das in Form von Quasikristallen vorliegt. Das zweite bekannte Quasikristalle bildende Mineral ist der Decagonit. Beide konnten bisher ausschließlich in dem sibirischen Meteoriten Khatyrka nachgewiesen werden.

## Etymologie und Geschichte
Der Name Ikosaedrit bezieht sich auf die makroskopische Ausprägung der Quasikristalle. Diese bildeten bei den gefundenen Exemplaren Ikosaeder aus. Erstmals beschrieben wurde das Mineral durch Luca Bindi und Paul J. Steinhardt anhand von Proben des Meteoriten Khatyrka, der 1979 am gleichnamigen Fluss (englisch Khatyrka) auf der sibirischen Tschuktschen-Halbinsel gefunden wurde. Dies veranlasste 2011 die Erstbeschreiber zu einer Expedition nach Sibirien, in deren Verlauf weitere Bruchstücke des Meteoriten gefunden wurden, der heute als Typmaterial für Ikosaedrit gilt. Im gleichen Jahr wurde das Mineral von der IMA offiziell anerkannt.

## Klassifikation
Bei Ikosaedrit handelt es sich um eine zu den Metallen zählende intermetallische Verbindung bzw. Legierung. Eine Klassifikation nach Strunz bzw. Dana gibt es bisher nicht, da diese Systematiken ausschließlich auf Kristallen, aber nicht auf Quasikristallen aufbauen (Stand 2012). Die Klassifikation nach Hölzel wurde um Quasikristalle erweitert. Hier wird der Ikosaedrit unter der Nummer 1.AK.100 (Metalle, Intermetallische Verbindungen und Legierungen; Untergruppe Quasikristalle) geführt.

## Kristallstruktur

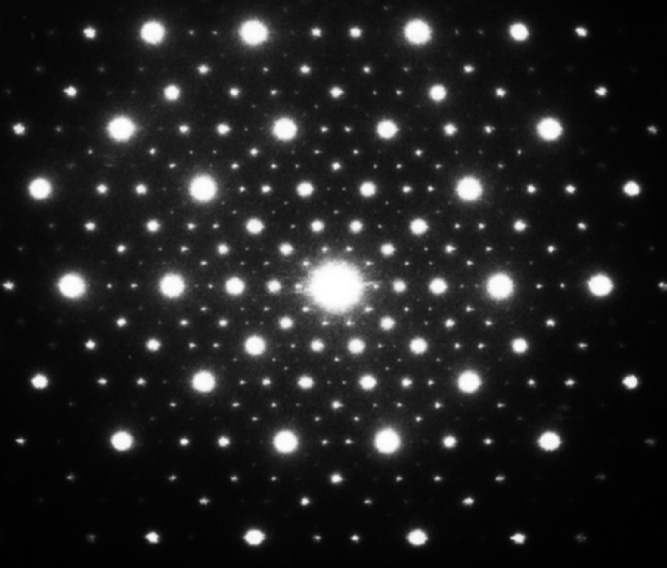
Elektronenbeugungsmuster von Ikosaedrit

Ikosaedrit bildet keine Kristalle mit einer Translationssymmetrie aus, sondern Quasikristalle. Röntgendiffraktometrische Analysen belegen die für Quasikristalle typische fünfzählige Symmetrie. Bei den bisher bekannt gewordenen Proben handelte es sich nach den Analysen nicht um (Quasi)-Einkristalle, sondern um Aggregate.
Die Klassifizierung ist a6D = 12,64 Å in der für Quasikristalle üblichen 6-dimensionalen Notation. Da es in Quasikristallen keine Elementarzellen gibt, kann nur eine empirische chemische Zusammensetzung angegeben werden.

## Eigenschaften
Da es sich beim Ikosaedrit um ein extrem seltenes Mineral handelt und die bisher gefundenen Quasikristalle Kantenlängen von maximal 1 bis 2 mm aufwiesen, wurden manche Größen wie Dichte, Härte etc. noch nicht bestimmt.

## Bildung und Fundorte
Einziger bisher bekannter Fundort ist ein Meteorit, der im Korjakengebirge auf der sibirischen Tschuktschen-Halbinsel niederging. Anhand des Fundortes wird vermutet, dass der Meteorit vor rund 15.000 Jahren dort einschlug, da die Überreste in eiszeitlichen Sedimenten gefunden wurden. Das Typmaterial befindet sich im Museo di Storia Naturale der Universität Florenz (Katalog-Nr. 46407/G). Bisher ist nicht bekannt, ob es Ikosaedrit rein terrestrischen Ursprungs geben kann.